# Gharczak
Gharczak (perski: قرچك) – miasto w Iranie, w ostanie Teheran. W 2006 roku miasto liczyło 173 832 mieszkańców w 42 508 rodzinach.